# Ngô làm bỏng
Ngô làm bỏng là một dạng ngô được trồng để lấy hạt làm bỏng ngô, được xếp vào phân loài Zea mays var. everta.